# Недбал, Оскар
Оскар Недбал (чеш. Oskar Nedbal; 26 марта 1874, Табор — 24 декабря 1930, Загреб) — чешский альтист, дирижёр и композитор. Дядя дирижёра Карела Недбала.

## Биография
Окончил Пражскую консерваторию по классам скрипки и композиции (1891), в течение последнего года занимался под руководством Антонина Дворжака. В 1892 году был одним из основателей Чешского квартета, в котором играл на альте.
С 1896 года Недбал начал активно выступать как дирижёр, главным образом, с оркестром Национального театра. В 1902 году он сам дирижировал премьерой своего первого балета «Сказка о Гонзе» (чеш. Pohádka o Honzovi), вскоре поставленного также и в Вене под названием «Глупый Ханс» (нем. Der faule Hans).
В 1906 году из-за возникшего романа с женой своего товарища по Чешскому квартету Карела Хофмана Недбал был вынужден уйти из квартета и переселиться из Праги в Вену. Здесь он оставил практически исполнительскую деятельность, основал и до 1919 года возглавлял Тонкюнстлер-оркестр, с которым, в частности, пропагандировал в Австрии и других странах чешскую музыку. Оркестр Недбала давал еженедельные воскресные концерты в знаменитом театре «Ан дер Вин» — одном из главных центров развития венской оперетты, и, возможно, это подтолкнуло Недбала обратиться к этому жанру музыкального театра: в 1910 году увидела свет (правда, в Праге) его первая оперетта «Непорочная Барбара» (чеш. Cudná Barbora), за которой последовали «Польская кровь» (нем. Polenblut; 1913), «Невеста виноградаря» (нем. Die Winzerbraut; 1916), «Прекрасная Саския» (нем. Die schöne Saskia; 1917), «Эривань» (1918); «Польская кровь» на либретто Лео Штайна, основанное на мотивах повести Александра Сергеевича Пушкина «Барышня-крестьянка», пользовалась особой популярностью.
В 1919 года после распада Австро-Венгрии Недбал вернулся в Прагу, но не нашёл там постоянной работы и в конце концов в 1923 году перебрался в Братиславу, где занял пост художественного руководителя Словацкого национального театра. Здесь он успешно работал до 1930 года, когда разразившийся экономический кризис поставил театр на грань банкротства.
Газеты обвиняли Недбала в критическом положении театра и требовали, чтобы он выплатил долг театра из собственных средств. В смятенном состоянии духа он отправился в Загреб, чтобы дирижировать там постановкой своего балета «Сказка о Гонзе», и вечером накануне Рождества выбросился из окна Загребского театра.
В 2006 году прах Недбала перезахоронен в Праге.

## Память
- Именем Недбала назван театр в его родном городе Таборе.